# Gare de Smila
La gare de Smila  (ukrainien : Сміла (станція)) est une gare ferroviaire située dans la ville de Smila en Ukraine.

## Histoire
La gare est ouverte en 1876. Elle est l'autre gare de Smila et voisine de la gare Taras-Chevtchenko.

## Service des voyageurs

### Desserte
La ligne : 
- Gare d'Ouman - Gare de Khrystynivka -Gare de Tcherkassy  via la gare de Zvernihorodka.
- Via la Gare Taras-Chevtchenko :
  - Gare de Tcherkassy
  - Gare de Hrebinka via la Gare de Biloziaria de Gare de Tcherkassy.